# Boa Vista do Buricá

Localización del municipio Boa Vista do Buricá.

Boa Vista do Buricá es un municipio brasilero del estado de Rio Grande do Sul.
Se encuentra ubicado a una latitud de 27º40'07" Sur y una longitud de 54º06'36" Oeste, estando a una altitud de 291 metros sobre el nivel del mar. Su población estimada para el año 2004 era de 6.648 habitantes.
Ocupa una superficie de 108,75 km².
En la ciudad se formó Banda Legal, un grupo de música que adquirió fama en la región sur de Brasil y en la provincia de Misiones (Argentina).
- Datos: Q1786675
- Multimedia: Boa Vista do Buricá / Q1786675